# Hongo (álbum de Árbol)
Hongo es el séptimo álbum de estudio de la banda argentina de rock alternativo Árbol, lanzado el 23 de septiembre de 2022, producido por la propia banda, mezclado por Hernán Bruckner y masterizado por Daniel Ovie.
Es el primer álbum de la banda en trece años desde el lanzamiento de No me etiquetes en 2009.
Tras casi siete años de su separación, Árbol regresó a los escenarios a mediados de 2017, y después de tres años publicando algunos sencillos, en 2022 anunciaron su nuevo álbum de estudio titulado Hongo, y lanzaron tres sencillos antes de su lanzamiento, que son: «Ninja», lanzado el 25 de marzo, «Goodbye Adiós», lanzado el 12 de agosto y «Escapar», lanzado el 9 de septiembre.
| N.º | Título                                                                              | Duración |  |
| 1.  | «Escapar»                                                                           | 2:57     |  |
| 2.  | «Lobo Solitario» (con Quique Rangel, Gustavo Santaolalla, Torreblanca y Celso Piña) | 3:22     |  |
| 3.  | «Goodbye Adiós»                                                                     | 3:32     |  |
| 4.  | «Ninja»                                                                             | 3:11     |  |
| 5.  | «Latido»                                                                            | 3:48     |  |
| 6.  | «Un Color»                                                                          | 3:13     |  |
| 7.  | «Motor»                                                                             | 3:15     |  |
| 8.  | «Ya Nadie Quiere»                                                                   | 3:21     |  |
| 9.  | «Sentir»                                                                            |          |  |